# Xystrocera buquetii
Xystrocera buquetii là một loài bọ cánh cứng trong họ Cerambycidae.